# Der Wald, das Feld und der Wind
Der Wald, das Feld und der Wind ist ein Kurzfilm von Simon Kleefuß aus dem Jahr 2019. Es handelt sich um „eine Geschichte über Depressionen, Kindheit und die Menschen drumherum“ und darum, sich selbst zu fragen, wie es einem eigentlich gehe. Im Film wird ein Teenager sukzessive mit psychischen Krankheiten konfrontiert mit deren Vorhandensein er umzugehen lernen muss.

## Inhalt
Der Schüler Daniel glaubt, dass man diese Geschichte nicht verstehe, wenn man sich in seinem Leben immer nur perfekt gefühlt habe, man verstehe sie nur, wenn man mindestens schon einmal so richtig am Boden gewesen sei, das wünsche er zwar niemandem, aber er meine trotzdem, Menschen sollten so etwas verstehen können. Manchmal wünsche er sich zurück in die Zeit, da er noch ein kleines Kind gewesen sei, das das alles noch nicht kannte.
Zuerst merke man gar nicht, dass etwas mit einem nicht stimme, man fühle sich zwar etwas merkwürdig, denke aber, eigentlich sei doch alles okay. Und dann, ganz plötzlich, sei da diese Glaswand zwischen einem selbst und den anderen und man fühle sich, als würde man nicht mehr dazugehören oder wäre gar nicht mehr da. Vielleicht hätten ja die alten Leute doch recht, wenn sie sagten, dass früher alles besser gewesen sei. Früher als man noch ein Kind war, habe man einfach so gespielt ohne zu viel zu denken, da sei alles noch so leicht gewesen.
Dass man sich zurückfallen lasse, sei eigentlich Quatsch, es seien ja nicht die anderen, die einen ignorieren würden, man selbst sei es, der sich zurückziehe. Das sei nicht die Schuld der anderen, sondern die eigene. Zu sich selbst ehrlich zu sein, sei verdammt schwierig, vor allem, wenn alle dabei zugucken würden.
Als Daniel, der immer wieder versucht seine Gefühle zu analysieren, ein längeres Gespräch mit seiner besten Freundin Chiara führt, die die Scheidung ihrer Eltern verkraften muss, fühlt er sich nicht mehr ganz so allein. Mit Chiara hat er schon gemeinsame Zeit verbracht, als er noch klein und ganz unbeschwert war. Auch Chiara leidet wie Daniel unter einer Depression, die Daniel sich bisher aber nicht eingestehen will. Hilfe zu suchen und anzunehmen, ist schwierig besonders für Jugendliche, da sie die Erfahrung gemacht haben, wie sehr psychische Krankheiten von der Gesellschaft stigmatisiert werden, und dass selbst Freunde vor einer solchen Reaktion nicht gefeit sind. Das erschwert den Alltag erkrankter Menschen noch zusätzlich und treibt sie weiter in die Isolation.
In einem besonders verzweifelten Moment, Daniel spielt mit Gedanken, sich die Pulsadern zu öffnen, begegnet er sich selbst und stellt sich selbst die Frage, die die Menschen sich viel zu selten stellen würden: „Wie geht es Dir, also  wirklich?“ Die Antwort lautet: „Ich glaube, es ging mir schon eimal besser.“ Zusammen mit Chiara versucht er einen gangbaren Weg zu finden. Sie lesen und musizieren zusammen und Chiara zitiert einen Satz aus dem Buch, das sie gerade liest: „Wenn man immer weiter geradeaus geht, müsste man doch irgendwann bei sich selbst ankommen.“ Sie begleitet ihn auch zum Therapiezentrum, wo er die Frage stellt, ob er sich sicher sei, wirklich eine Therapie zu wollen. Chiara meint, das werde er nur erfahren, wenn er auch reingehe. Sie erinnert Daniel an den Satz aus dem Buch, weist mit dem Kopf zur Tür und meint: „Da ist vorwärts!“ „Und du?“, fragt Daniel, Chiaras Antwort: „Nach dir.“

## Produktion

### Dreharbeiten, Produktionsnotizen
Die Dreharbeiten des von Remoted Pictures produzierten Films begannen nach Fertigstellung des Drehbuchs am 22. August 2018 und wurden am 4. Januar 2019 beendet. Da die Postproduktion bereits parallel zu den Dreharbeiten begonnen hatte, konnte der Film einige Tage später fertiggestellt werden.
Dem Film vorangestellt sind die Worte: „Das hier ist ein Film über ein sehr wichtiges Thema. Bitte nimm dir die Zeit, ihn in voller Länge ungestört anzusehen. Wenn du dich von dem Film angesprochen fühlst, rede darüber. Solltest du das Gefühl haben, dass du Hilfe brauchst, musst du nicht zögern, dir welche zu suchen. Warnung: Einige der gezeigten Bilder sind möglicherweise schwer anzusehen.“ Der besondere Dank für ihre Unterstützung galt den Mitwirkenden sowie dem Städtischen Gymnasium Rheinbach, Familie Prüßmann, Familie Dankert und Familie Lugauer sowie Ailing Kleefuß-Lie.

### Soundtrack
- 1. Der Wald, das Feld und der Wind
- 2. Zurückfallen
- 3. Der Wald
- 4. Der Wind; Wie geht es dir?
- 5. Das Feld
- 6. Der Wald, das Feld und der Wind (Wiederholung)

### Veröffentlichung
Die Premiere von Der Wald, das Feld und der Wind fand am 18. Mai 2019 in der Neuen Filmbühne Bonn statt. Eine mögliche Veröffentlichung des Films im Internet am 27. November 2019 wurde im sozialen Netzwerk Instagram angedeutet.

## Auszeichnungen
- Nominiert für den Deutschen Jugendfilmpreis 2019
- Nominiert für den Camgaroo Award 2019